# Downtown (nummer van Petula Clark)
Downtown is een hitsingle uit 1965 van de Engelse zangeres Petula Clark.
In 1963 en 1964 zat de carrière van Clark volledig in het slop. Componist Tony Hatch van Pye Records vloog naar Parijs met nieuw materiaal maar Clark vond geen enkel lied goed. Wanhopig speelde hij enkele akkoorden van een nog niet voltooid lied dat geïnspireerd werd door zijn recente reis naar New York. Nadat ze de muziek had gehoord, zei Clark dat als hij een tekst kon schrijven die even goed was als de melodie, zij het lied wel wilde opnemen als haar volgende single.
Downtown werd eind 1964 in vier verschillende talen uitgebracht en was een groot succes in het Verenigd Koninkrijk, Frankrijk (zowel de Engelse als de Franse versie), Nederland, Duitsland, Australië en Italië en verder onder meer in Rhodesië, Japan en India. Tijdens een bezoek aan de Vogue-kantoren in Parijs hoorde Joe Smith van Warner Brothers het lied en nam onmiddellijk de rechten op zich voor de distributie in de Verenigde Staten. Het lied haalde de nummer één plaats in januari 1965 en ging uiteindelijk drie miljoen keer over de toonbank in Amerika.

## Tracklist

#### 7" Single
Vogue DV 14297 (Warner) [de] (01-11-1964)
1. Downtown - 3:04
2. Darling cheri

PYE 7N.15722 (Warner) [uk] (01-11-1964)
Vogue DV 14256 (Warner) [de] (01-11-1964)
1. Downtown - 3:04
2. You'd better love me

## Hitnoteringen
| Downtown                   | Downtown              | Downtown | Downtown | Downtown | Downtown | Downtown | Downtown | Downtown | Downtown | Downtown | Downtown | Downtown | Downtown | Downtown | Downtown | Downtown | Downtown | Downtown         |
| Hitlijst                   | Datum van binnenkomst | Week:    | 1        | 2        | 3        | 4        | 5        | 6        | 7        | 8        | 9        | 10       | 11       | 12       | 13       | 14       | 15       | Laatste notering |
| -------------------------- | --------------------- | -------- | -------- | -------- | -------- | -------- | -------- | -------- | -------- | -------- | -------- | -------- | -------- | -------- | -------- | -------- | -------- | ---------------- |
| Nederlandse Top 40         | 02-01-1965            | Positie: | 27       | 9        | 8        | 3        | 3        | 4        | 5        | 6        | 9        | 8        | 11       | 15       | 27       | 37       | 36       | 10-04-1965       |
| Tijd voor Teenagers Top 10 | 09-01-1965            | Positie: | 9        | 5        | 5        | 5        | 4        | 6        | 7        |          |          |          |          |          |          |          |          | 20-02-1965       |

### NPO Radio 2 Top 2000
| Nummer met noteringen in de NPO Radio 2 Top 2000 | '99 | '00  | '01  | '02  | '03 | '04  | '05  | '06  | '07  | '08  | '09  | '10  | '11  | '12  | '13  |
| ------------------------------------------------ | --- | ---- | ---- | ---- | --- | ---- | ---- | ---- | ---- | ---- | ---- | ---- | ---- | ---- | ---- |
| Downtown                                         | 829 | 1551 | 1567 | 1219 | 684 | 1079 | 1142 | 1264 | 1431 | 1165 | 1448 | 1482 | 1455 | 1965 | 1939 |

1. ↑  Een vetgedrukt getal geeft de hoogste notering aan.
2. ↑  Deze tabel is bijgewerkt tot en met de laatste editie (2024).